# Lacul Vättern

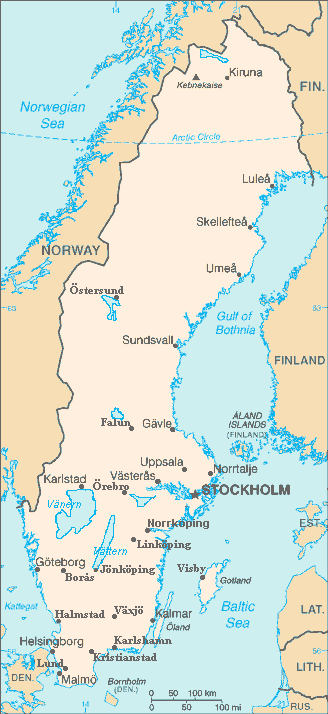
Pe harta Suediei, forma lacului Vättern este uşor de recunoscut în partea sudică a ţării

Lacul Vättern este cel de-al doilea lac ca mărime al Suediei (după Vänern) și al șaselea din Europa. Lacul are o formă alungită, semănând cu un deget. Este situat în partea central-sudică a Suediei, la sud-est de lacul Vänern.

## Nume
Una dintre etimologiile numelui Vättern vine de la cuvântul "vatten", care înseamnă apă în suedeză. Această origine este, însă, neclară și incertă. O altă posibilă origine ar putea fi arhaismul "vätter", care se referă la spirite ale pădurilor sau ale lacurilor.

## Geografie
Suprafața totală a lacului este de aproximativ 1,912km2, cu un bazin hidrografic un pic peste dublul acesteia – 4,503 km2. Adâncimea maximă a lacului este de 128 metri, cel mai adânc punct fiind situat în sudul insulei Visingsö. Adâncimea medie este de 41 metri. Lacul are un perimetru de 642km și un volum de 77km3. Aceste numere tind să rămână fixe deoarece nivelul lacului este reglementat.
Situat în Götaland, lacul este drenat de râul Motala ström, care își are izvorul în Motala și care se varsă printr-un canal în Marea Baltică. Pe lacul Vättern se află pitoreasca insulă Visingsö, situată în dreptul orașului Gränna. Alte orașe aflate pe malul lacului: Vadstena, Jönköping, Hjo, Askersund, Åmmeberg și Karlsborg. Lacul este delimitat de provinciile Västergötland, Närke, Östergötland și Småland. 
Fiordul Alsen, pitoresc, dar nu muntos, este situat în partea nordică a lacului. Aproximativ 62% din bazinul hidrografic este acoperit de molizi, pini și păduri cu frunze căzătoare. 26.7% este folosit pentru agricultură.

## Geologie
Geologia lacului este strâns legată de cea a Mării Baltice, din care a făcut parte. Împreună cu lacul Vänern, lacul Vättern a făcut parte de mai multe ori în trecutul recent geologic dintr-un sistem de căi navigabile care era conectat prin centrul Suediei la strâmtoarea Skagerrak.
Pe parcursul celor mai recente milioane de ani, multiple glaciații au acoperit lacul și împrejurimile sale, lăsând în urmă striații glaciare odată cu retragerea lor. 
Lacul a început ca o masă independentă de apă, apărută în urma retragerii ghețarului scandinav, în urma ultimei ere glaciare. A devenit apoi un mic golf al lacului glaciar Baltic. Marea majoritate a speciilor relicte ale lacului (precum păstrăvul arctic) datează din acea perioadă. Ulterior, lacul a devenit un golf al Mării Yoldia, fiind apoi conectat cu Lacul Ancylus.

## Biologie
Lacul conține atât fitoplancton, cât și zooplancton, de exemplu copepode și cladocer. Speciile Bentos includ crustacee, oligochete, diptere și bivalve. Se regăsesc de asemenea și mai multe specii de pește, precum somonul. Lacul este renumit pentru păstrăvul său, cunoscut sub numele de păstrăv arctic. 
Există o legendă conform căreia un monstru ar locui în lac. 

## Utilizări

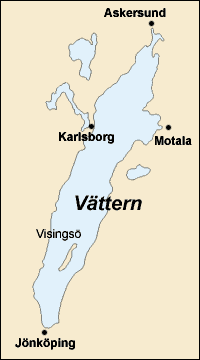
Harta lacului

Vättern este cunoscut pentru calitatea excelentă a apelor sale. Multe dintre municipalitățile din zona lacului folosesc apă direct din lac drept apă potabilă. Apa lacului necesită foarte puțin tratament înainte de a fi pompată în sistemul municipal, iar apa naturală, netratată poate fi băută fără niciun risc în aproape orice zonă a lacului. 
Lacul este cunoscut de asemenea și pentru cursa anuală de biciclete, Vätternrundan, care atrage în jur de 20000 de participanți care se întrec pentru a ajunge la capătul cursei de 300km în jurul lacului.
Pescarii sportivi și turiștii pot pescui în lac atâta timp cât nu folosesc plase. Lacul este utilizat și pentru pescuitul comercial.
Câteva industrii oferă locuri de muncă, precum mineritul, silvicultura sau industria hârtiei. Agricultorii cresc vite, oi, porcine și păsări de curte.